# Aziza Boulabiar
Aziza Boulabiar (arabe : عزيزة بولبيار) est une actrice tunisienne.

## Filmographie

### Cinéma
- 1990 : Halfaouine, l'enfant des terrasses de Férid Boughedir
- 1997 :
  - Vivre au paradis de Bourlem Guerdjou
  - Redeyef 54 d'Ali Labidi
- 2001 : El paraíso ya no es lo que era de Francesc Betriu

### Télévision

#### Séries
- 1991 : El Ness Hkayet de Hamadi Arafa
- 1996-1997 : El Khottab Al Bab de Slaheddine Essid, Ali Louati et Moncef Baldi : Néjia Derbela (invitée d'honneur des épisodes 6, 7, 8, 10 et 14 de la saison 1 et l'une des actrices principales de la saison 2)
- 1999 : Anbar Ellil de Habib Mselmani
- 2000 : Mnamet Aroussia de Slaheddine Essid
- 2001 : Dhafayer de Habib Mselmani
- 2002 : Gamret Sidi Mahrous de Slaheddine Essid : Aziza
- 2004 : Hssabet w Aqabet de Habib Mselmani
- 2007 :
  - Layali el bidh  de Habib Mselmani : Fatma
  - Choufli Hal de Slaheddine Essid : Diamonda (invitée d'honneur de l'épisode 14 de la saison 3)
- 2008 : Bin Ethneya de Habib Mselmani
- 2010 : Donia de Naïm Ben Rhouma
- 2012-2014 : Maktoub (saisons 3-4) de Sami Fehri : mère de Chakra
- 2013 : Zawja El Khamsa de Habib Mselmani et Jamel Eddine Khelif : Khiria, mère de Sadok (invitée d'honneur des épisodes 3 et 9)
- 2016 :
  - Embouteillage de Walid Tayaa
  - Madrasat Al Rassoul d'Anouar Ayachi
- 2017 : Awled Moufida (saison 3) de Sami Fehri
- 2019 : Familia Si Taïeb
- 2021 : Terka (Héritage) de Ghazi Amri
- 2024 : Bab Rezk de Heifel Ben Youssef : mère de Makrem

#### Téléfilms
- 1993 : Leïla née en France de Miguel Courtois
- 2007 : Puissant de Habib Mselmani

#### Émissions
- 2010 : Koujinetna sur la Télévision tunisienne 1 : animatrice[1]
- 2015 :
  - Noce Dinek sur First TV : membre du jury[2]
  - Ettayara (épisode 19) sur Attessia TV, avec Moez Toumi
- 2017 : L'émission sur Attessia TV, avec Amine Gara : chroniqueuse[3]

### Vidéos
- 2014 : apparition dans le clip de Smaat Alik, reprise en arabe de la chanson Someone Like You d'Adele par Manel Amara ; le clip est réalisé par Zied Litayem[4]
- 2015 : spot publicitaire pour la marque de concentré de tomates tunisienne Lella

## Théâtre
- 2004 : Ah, Ah, ya Mahbouba d'Abdelaziz Meherzi
- 2006 : Baba Hter, texte d'Imed Ben Amara et mise en scène d'Aziza Boulabiar
- 2007 : Tah-Bah, texte d'Imed Ben Amara et mise en scène d'Abdelmajid Lakhal
- 2009 : Hira w Tchitine, texte et mise en scène de Zouhair Erraies[5]
- 2012 : Farka Saboun (Lavage à sec), texte et mise en scène de Moez Toumi[6]
- 2018 : Farka Saboun : Talya thenya, avec Moez Toumi